# TSV Kirchhain
Der TSV 1886 Kirchhain e. V. ist ein 1886 gegründeter deutscher Sportverein mit Sitz im hessischen Kirchhain im Landkreis Marburg-Biedenkopf.

## Geschichte

### Fußball
Der Verein stieg zur Saison 1960/61 in die 1. Amateurliga Hessen auf. Nach dieser Saison landete die Mannschaft mit 32:36 Punkten auf dem zwölften Platz. Doch bereits nach der nächsten Saison musste die Mannschaft mit 18:42 Punkten über den letzten Platz der Tabelle wieder in die 2. Amateurliga absteigen.
In der Saison 2003/04 spielte die Mannschaft in der Landesliga Mitte und belegte nach dieser Saison mit lediglich 14 Punkten den letzten Platz der Tabelle, was den Abstieg in die Bezirksoberliga bedeutete. Dort platzierte sich der Verein dann mit 43 Punkten auf dem 13. Platz. Nach der Saison 2007/08 gelang der Mannschaft dann aber wieder der Aufstieg, diesmal jedoch in die nun mittlerweile neu eingeführte Verbandsliga. Aus dieser Liga, stieg der Verein dann mit 33 Punkten über den 16. Platz direkt nach der ersten Saison aber auch wieder ab. Erneut zurück in der mittlerweile Gruppenliga genannten Liga, landete der Verein nach dieser Saison mit 36 Punkten auf dem 13. Platz. Nach der Saison 2010/11 gab es durch den 17. Platz aber erneut einen weiteren Abstieg. Die nächste Saison in der Kreisoberliga Nord konnte dann auch nur mit 41 Punkten auf dem neunten Platz abgeschlossen werden. Erst nach der Saison 2013/14 gelang der Mannschaft mit dem Meistertitel dann wieder der Aufstieg. Zurück in der Gruppenliga, konnte diese dann auf dem zwölften Platz auch gehalten werden. Doch bereits nach der darauf folgenden Saison ging es mit nur 22 Punkten über 16. und damit letzten Platz wieder eine Liga tiefer. Die Saison 2016/17 konnte in der Kreisoberliga schlussendlich auf dem vierten Platz abgeschlossen werden. Im Jahr 2022 erfolgte jedoch ein erneuter Abstieg in die Kreisliga A.

### Leichtathletik
Bei der deutschen Meisterschaft 1984 errang die 3 × 800-m-Staffel die Bronzemedaille. Als Mitglied dieser Staffel erlangte Gabriela Lesch zudem bei den Meisterschaften im Jahr 1986 über die 800 m ebenfalls die Bronzemedaille. Diese Platzierung konnte sie im Jahr darauf dann noch einmal wiederholen. Im Jahr 1994 konnte dann Heike Tillack noch einmal Bronze über die 100 m Hürden erreichen.

### Mountainbike
Seit Ende Oktober 2021 unterhält der Verein eine eigene Mountainbike-Abteilung. Die heimischen Trails, deren Pflege durch die Abteilung erfolgt, befinden sich unweit des Kirchhainer Ortsteils Burgholz, auf dem gleichnamigen, 379,1 m ü. NHN hohen Berg.
Anfang Juni 2024 konnte die Abteilung nach längerer Bauzeit zwei neue, naturnahe Trails einweihen, die gemeinsam knapp 4.000 m lang sind.

## Bekannte Sportler
- Gabriela Lesch (* 1964), Leichtathletin
- Heike Tillack (* 1968), Leichtathletin